# Тремозине
Тремозине (итал. Tremosine) — коммуна в Италии, располагается в провинции Брешиа области Ломбардия.
Население составляет 1922 человека, плотность населения составляет 27 чел./км². Занимает площадь 72 км². Почтовый индекс — 25010. Телефонный код — 0365.
Покровителем населённого пункта считается святой Иоанн Креститель. Праздник ежегодно празднуется 24 июня.